# Iwaniwka (hromada Mironówka)
Iwaniwka (ukr. Іванівка) – wieś na Ukrainie, w obwodzie kijowskim, w rejonie obuchowskim, w hromadzie Mironówka. W 2001 liczyła 1634 mieszkańców, wśród których 1602 wskazało jako ojczysty język ukraiński, 30 rosyjski, 1 białoruski, a 1 inny.